# Мормонизм в Мексике
В XIX-начале XX века мормонское вероучение активно проникало в северо-западную Мексику вместе с англо-американскими колонистами. Первые мормоны полулегально проникли на малонаселённую территорию Мексики (штат Верхняя Калифорния) в 1847 году и основали поселение, позднее превратившееся в Солт-Лейк-Сити. Под давлением англо-американских поселенцев в Техасе уже в 1848 году разразилась Американо-мексиканская война, которая привела к включению этих территорий в состав США. Но, будучи недовольным политикой федеральных властей, не желавших мириться с полигамией мормонов, уже в 1874 году мормонский лидер Бригам Янг призвал своих сподвижников начать проникновению в северо-западную Мексику (штат Чиуауа). Колонизация началась после 1882 года, когда Конгресс США принял закон Эдмундса, запретивший полигамию. Мормонские колонии в Мексике начали быстро расти. Мормонские колонии отличались относительно высоким материальным достатком. Все они были расположены недалеко (не далее 300 км) от границы с США и распадались на три группы (расположенные на плато и в горах штат Чихуахуа, а также в штате Сонора).  Однако Мексиканская революция 1910 года положила конец этому феномену. Порфирио Диас и Бенито Хуарес не доверяли англо-американцам, ограничивал их право владеть оружием. Рост антиамериканских выступлений привёл к эвакуации большинства англо-американских мормонов в США около 1912 года. В настоящее время сохраняются только Колония Хуарес, в которой расположен самый маленький мормонский храм мира, и Колония-Дублан. В одной из мормонских колоний Мексики родился и Джордж Ромни, отец Митта Ромни.